# شلالات بان جيوك ديتيان
شلالات بانغيوك - ديتيان Bản Giốc - Detian Falls أو Bản Giốc Falls هو اسم جماعي لشلالين على نهر Quây Sơn ( الفيتنامية : Sông Quây Sơn و ، chữ Nôm : 滝 𡇸 山 ؛ الصينية : 归 春 河 ، Pinyin : Guīchūn hé) تلك الشلالات تمتد عبر خط الحدود بين الصين وفيتنام ؛ وتقع بشكل أكثر تحديدًا بين تلال كارست في مقاطعة داكسين ، وقوانغشي ومنطقة ترونج خانه في مقاطعة كاو بونج . تقع الشلالات حوالي 272 كـم (169 ميل) شمال هانوي .

## الصفات
على مدى آلاف السنين ، تسبب الشلال في تآكل قمته وانتقل ببطء من أسفل إلى أعلى النهر. يبدو حاليًا أنهما شلالان فوق بعضهما البعض في معظم الأوقات ، ولكن عندما يفيض النهر بسبب هطول الأمطار في الصيف ، يمكن أن يشكل سقوطًا واحدًا مرة أخرى.
في الفيتنامية ، يعتبر الشلالان جزأين من شلال واحد بالاسم الوحيد Bản Giốc. الجزءان هما ثاك تشين (الشلال الرئيسي) وثاك فو (الشلال الثانوي). أحيانًا تسمي النصوص الصينية شلالات ديتيان ( بالصينية : 德 天 瀑布) على الجانب الصيني. 
الشلال يسقط 30 م (98 قدم) . وينفصل إلى ثلاث شلالات بسبب الصخور والأشجار ، ويمكن سماع التأثير المدوي للمياه التي تضرب المنحدرات من بعيد.  المشهد جميل جدا .
إنه حاليًا رابع أكبر شلال في العالم ويقع على الحدود الفيتنام والصين ، بعد شلالات إجوازو ، وشلالات فيكتوريا ، وشلالات نياجرا .  كما يقع في مكان قريب مضيق تونغلينغ الواسع (Tōnglíng dàxiágǔ 通灵 大 峽谷 "Tongling Grand على بعد 1,000 م (3,300 قدم) بطول 200 م (660 قدم) Canyon") في مدينة بايسه (百色 市) ، مقاطعة جوانجشي ، ويمكن الوصول إليها فقط من خلال كهف من مضيق مجاور. تمت إعادة اكتشافه مؤخرًا ، وهو يحتوي على العديد من أنواع النباتات المتوطنة ، الموجودة فقط في المضيق.

### الجيولوجيا

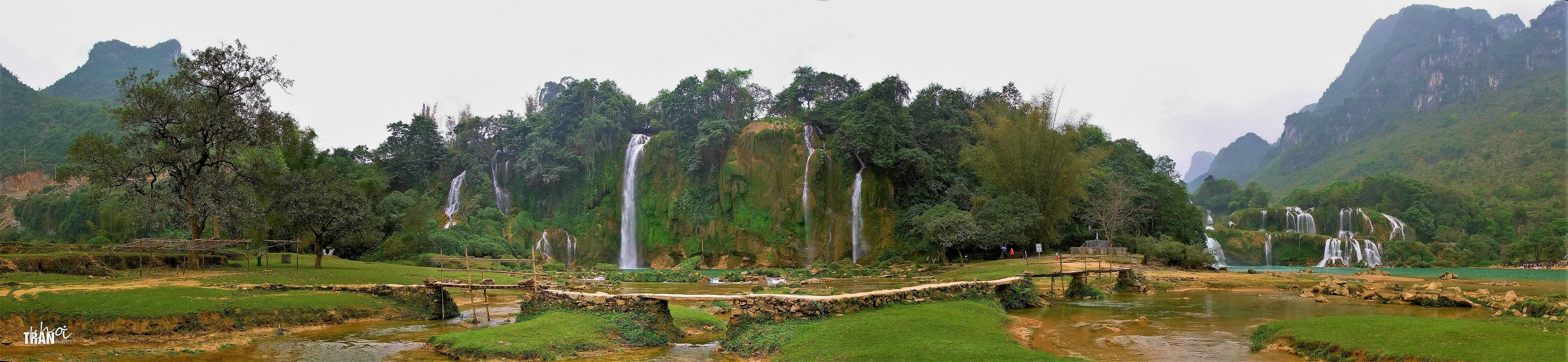
Panorama of Bản Giốc–Detian Falls

تقع الشلالات في منطقة من التكوينات الكارستية الناضجة حيث تتآكل طبقات الصخور الجيرية الأصلية . تنبع العديد من الجداول من الشقوق الجوفية على طول المستويات المنخفضة في المنطقة. كما تحوي الشلالات على عدد من الساقط المائية المتعددة ، من طبقة صخرية إلى طبقة ، مما يدل على الترسبات المتعددة للرواسب ذات الصلابة المختلفة التي شكلت التضاريس على مدى ملايين السنين.

## التاريخ

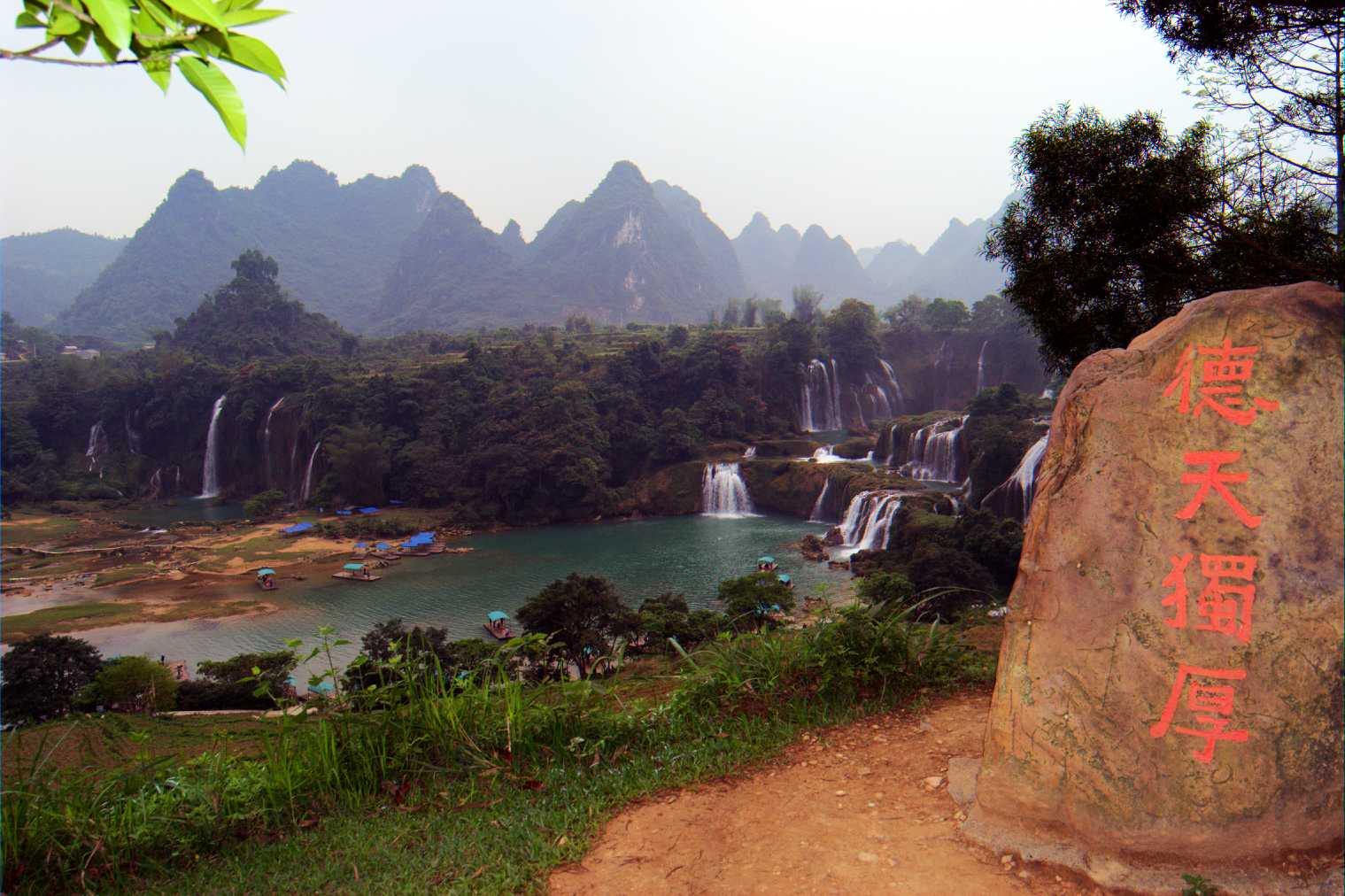
منظر من الصين في موسم الجفاف

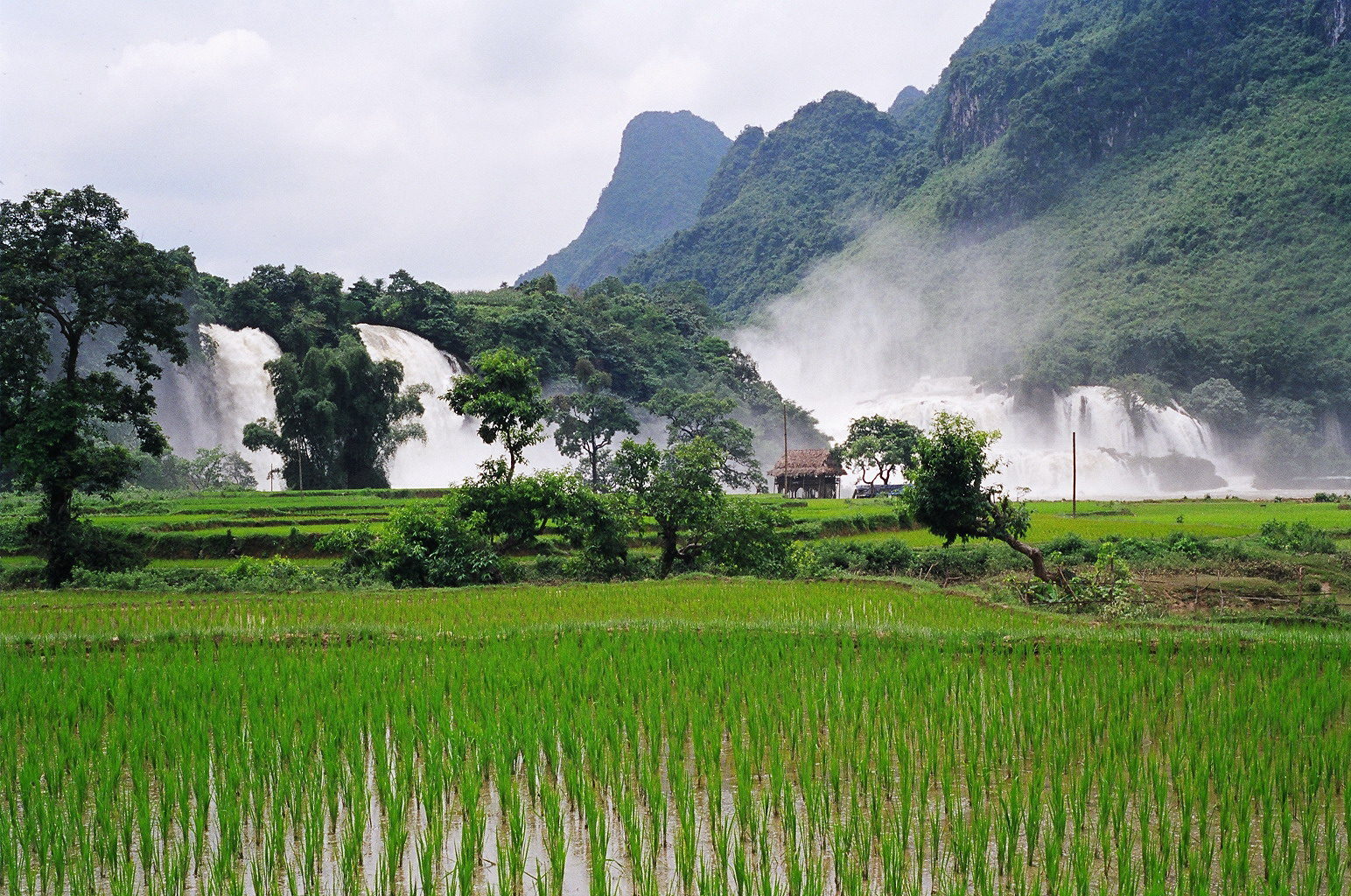
منظر للشلالات من فيتنام خلال موسم الأمطار عندما يكون التدفق في أقصى درجاته

يؤدي الطريق الممتد على طول الجزء العلوي من الشلالات إلى علامة حجرية ترسم الحدود بين الصين وفيتنام باللغتين الفرنسية والصينية. نشأت الخلافات الحديثة نظرًا لوجود تناقضات فيما يتعلق بالوثائق القانونية المرتبطة بترسيم الحدود ووضع العلامات بين إدارتي تشينغ وفرنسا في القرن التاسع عشر. 
تمت تسوية الخلافات بشأن ترسيم الحدود في هذا الموقع في 1999 معاهدة فيتنام والصين بشأن الحدود البرية . وعقدت محادثات إضافية في أواخر عام 2009 لتوضيح المعاهدة.  ومع ذلك هناك خلافات بشأن ترسيم الحدود حول الشلالات. يعتقد أحد الفصائل أن هذه السقوط بأكملها تنتمي إلى فيتنام ، وأن اللوح الحجري قد تم نقله هناك بعض الوقت أثناء أو بعد الحرب الصينية الفيتنامية القصيرة عام 1979 .  إلى الجنوب الشرقي ، يشمل النزاع على الأرض أيضًا على طول الحدود الصينية الفيتنامية بوابة نام تشيوان ( Ải Nam Quan ) التي ادعى الفيتناميون أيضًا حوزتهم لها. تاريخيًا ،    كانت بوابة نام تشيوان بمثابة علامة حدودية ونقطة دخول إلى فيتنام بين فيتنام والصين (ومن ثم هناك أيضًا مقولة تاريخية فيتنامية ،  أن فيتنام امتدت من كيب كا ماو إلى تاي نام كوان).

### التأثير على الصناعة والتجارة
تعمل الشلالات على زيادة جودة الحياة للأشخاص الذين يعيشون هي منطقة صوت الشلالات ، وتأتي لهم السياح من جميع أقطاب الأرض لمشاهدة ه>ا الجمال . ويؤدي الطريق الممتد على طول الجزء العلوي من الشلالات إلى علامة حجرية ترسم الحدود بين الصين وفيتنام باللغتين الفرنسية والصينية. لا يمكن حل نزاعات القرن العشرين حيث أصبح من الصعب التمييز بين عدم الدقة في الوثائق والخرائط والأوصاف التي تم إجراؤها في القرن التاسع عشر على يد الفرنسيين . أدى الاختفاء أو الاستبدال غير الدقيق للعلامات والمعالم من وقت لآخر ، والأنماط المتنوعة للنقل والاستيطان واستخدام الأراضي من جيل إلى جيل ، والاختلافات الإدارية المتعاقبة طوال فترات الحرب والصراع إلى تفهم كل من فيتنام والصين . من شأن تحديد الحدود أن يزيد الازدهار على المدى الطويل. 
من المرجح أن يظل التركيز التجاري للمنطقة المحيطة بالشلالات مباشرة على السياحة.

#### النقل
هناك جانبان توجيهيان للنقل عند الشلال:
(1) النقل على طول مجرى النهر.
و (2) التجديف أو التجديف عبر النهر. كانت Bản Giốc – Detian Falls واحدة من نقاط العبور للقوات الصينية خلال الحرب الصينية الفيتنامية . تُستخدم الطوافات حاليًا لقوارب السياح الجميلة بالقرب من الشلالات وإعادتهم إلى رصيف الركوب .

## جهود الحفظ
قد يتطلب الحفاظ على المورد تعاونًا مستقبليًا بين المجتمعات المحلية من خلال استخدام لجنة إشراف مشتركة دائمة.

## اقرأ أيضا
- شلالات فيكتوريا

## روابط خارجية
- موقع حكومة مقاطعة كاو بانغ (النسخة الإنجليزية)
- معرض صور الشلالات

قالب:Waterfalls of China